# Kirsten Kleinová
Kirsten Kleinová (nepřechýleně Kirsten Klein; * 18. ledna 1945, Stockholm) je dánská fotografka, která od poloviny 70. let žije na ostrově Mors. Stala se jednou z předních dánských krajinářských fotografek, vyvinula si vysoce charakteristický, poněkud melancholický styl, často dosahovaný použitím starších fotografických technik.

## Životopis
Narodila se ve Stockholmu, svá fotografická studia dokončila v roce 1966. Od roku 1967 hodně cestovala, zejména do Spojených států, Střední a Jižní Ameriky, později do Irska a na Island. V roce 1976 se usadila na dánském ostrově Mors v severním Jutsku.

## Umělecký styl
Bylo to na ostrově Mors, kde inspirována krajinou vyvinula svůj charakteristický styl, který se od té doby neustále vyvíjí: citlivé, poetické a často melancholické zobrazení krajiny, poznamenané měnícími se ročními obdobími, počasím, lidskou kultivací a nekonečnými efekty samotné přírody. Moře je také opakujícím se tématem: specializovala se na fotografování pobřeží Severního moře a Atlantského oceánu. Její práce zavádí diváka na romanticko-náboženskou cestu přírodou. Pracuje za každého počasí a v každém ročním období, čímž dává najevo svou obeznámenost s přírodou. Část přírody, která ji zajímá nejvíce, je přechod mezi blízkým a vzdáleným a bohatství odstínů šedé, které leží mezi černým stínem a bílým světlem.
Kleinová ve svých fotografiích hledá okamžiky, které v sobě mají nádech věčnosti. Hledá nadčasovost tisíc let starých kmenů stromů či kamenných útvarů, které svědčí o pomalém topografickém vývoji krajiny. V tomto kontextu se příroda odhaluje jako organický celek, kterého se lidstvo jen stěží dotýká.
Od konce 80. let produkovala černobílé fotografie, často staršími technikami, jako je kyanotypie a platinotisk.

## Ocenění
V roce 1994 získala medaili Thorvalda Bindesbøllse a je jedinou fotografkou v Dánsku, která získala doživotní grant od Dánské nadace pro umění.
V roce 2001 byla první fotografkou, která získala kulturní cenu Jyllands-Posten, a v roce 2012 jako první fotografka získala Thorvaldsenovu medaili. and in 2012, the first photographer to receive the Thorvaldsen Medal.